# 서울우신초등학교
서울우신초등학교는 대한민국 서울특별시 영등포구 신길동에 있는 공립 초등학교이다.

## 학교 연혁
- 1915년 4월 26일 영등포공립보통학교 개교
- 1938년 4월 1일 경성우신공립심상소학교로 개칭[1]
- 1941년 4월 1일 경성우신공립국민학교로 개칭[2]
- 1945년 9월 24일 재개교(44학급)
- 1955년 4월 7일 대방국민학교 분리
- 1960년 2월 1일 도림국민학교 분리
- 1964년 3월 1일 신길국민학교 분리
- 1967년 11월 21일 영신국민학교 분리
- 1996년 3월 1일 서울우신초등학교로 개칭[3]
- 1999년 11월 4일 이탈리아 의무부대 6.25참전기념비 이전 제막식
- 2000년 11월 1일 4층 컴퓨터실 개관 및 학내 전산망 설치
- 2006년 9월 29일 도서실 개관
- 2009년 4월 30일 중관 2층 컴퓨터 3실 개관
- 2009년 5월 14일 기능성게임포럼보고회 개최(문화체육관광부 장관 내교)
- 2009년 8월 10일 영어전용교실 공사
- 2009년 10월 16일 다목적 강당(우신관) 개관
- 2010년 6월 4일 알뜰바자회 개최
- 2012년 9월 4일 이탈리아 참전 기념비 안내판 설치 및 국가보훈기념물 등록
- 2012년 9월 7일 Wee클래스 상담교실 개관
- 2013년 2월 7일 꿈샘터(다목적실) 개보수 및 환경 개선
- 2013년 6월 26일 이탈리아 의무부대 참전 기념비 조성 및 헌화식
- 2014년 4월 25일 개교 100주년 우신 역사관 개관
- 2014년 10월 23일 우신종합예술제 (~ 10월 24일)
- 2014년 12월 20일 태양의 숲 3호 조성
- 2015년 10월 14일 개교 100주년 기념행사 (~ 10월 17일)
- 2016년 3월 7일 실과실 리모델링 공사
- 2017년 1월 18일 도서실 리모델링 공사
- 2017년 3월 7일 과학실 리모델링 공사
- 2017년 7월 21일 100년 숲 및 태양의 숲 빗물이용시설 설치
- 2017년 8월 28일 창의융합형 과학실험실 환경 구축
- 2017년 9월 12일 정문 확장 개선 및 본관 주차장 개선 공사
- 2017년 11월 30일 방송실 환경개선
- 2018년 2월 13일 제100회 졸업식(93명, 누계 43718명)
- 2018년 9월 1일 제26대 이경희 교장 취임
- 2018년 10월 7일 본관동 꿈담교실 5개 학급 완공
- 2019년 2월 14일 제101회 졸업식(71명, 누계 43789명)
- 2019년 8월 30일 병설유치원 개원(일반 3, 특수 1)
- 2019년 11월 5일 100년 숲 바닥데크 철거 및 벤치 보수공사
- 2019년 11월 30일 본관 1층 중앙현관 그린월 녹화사업
- 2019년 12월 31일 (우신관 뒷편 경사로)숨은 땅 찾아 나무심기 사업
- 2020년 2월 12일 제102회 졸업식(75명, 누계 43864명)
- 2020년 2월 12일 태양의 숲 야외 그늘막 설치공사
- 2020년 9월 1일 제27대 이성미 교장 부임
- 2021년 1월 8일 제103회 졸업식 (75명, 누계 43939명)
- 2021년 2월 27일 본관동 교실 바닥 교체, 중연창 및 출입문 교체 공사

## 학교 상징
- 교화 - 장미 : 하고자 하는 일에 정열을 쏟을 줄 알고 목적을 달성할 때까지 포기하지 않으며 나를 지킬 줄 알고, 도와줄 줄 아는 '우리'의 정신을 키우기 위한 의미가 담겨 있다.
- 교목 - 향나무 : 사계절 꿋꿋하게 제자리를 지키는 향나무, 그 기상을 본받아 지혜롭게 포용하면서 서로 정을 가지고 이끌어 주는 사람이 되자.

## 기타
6.25 전쟁 당시 활약한 이탈리아 제68적십자병원의 기념비가 있다.

## 참고 자료
- 서울우신초등학교 - 한국교육학술정보원 학교알리미